# Araneus pecuensis
Araneus pecuensis este o specie de păianjeni din genul Araneus, familia Araneidae. A fost descrisă pentru prima dată de Karsch, 1881. Conform Catalogue of Life specia Araneus pecuensis nu are subspecii cunoscute.